# Rogulje (Pakrac)
Rogulje is een plaats in de gemeente Pakrac in de Kroatische provincie Požega-Slavonië. De plaats telt 12 inwoners (2001).